# 布里格斯維爾 (阿肯色州)
布里格斯維爾（英語：Briggsville）是位於美國阿肯色州耶爾縣的一個非建制地區。該地的面積和人口皆未知。

## 地理
布里格斯維爾的座標為34°56′02″N 93°29′40″W / 34.93389°N 93.49444°W，而該地的平均海拔高度為132米（即440英尺）。